# Jednostka osadnicza
Jednostka osadnicza – wyodrębnione pod względem morfologicznym skupienie budynków mieszkalnych i obiektów tworzących środowisko życia ludności, np. miasto, wieś.
W Polsce, w ujęciu ustawowym, jednostka osadnicza to „wyodrębniony przestrzennie obszar zabudowy mieszkaniowej wraz z obiektami infrastruktury technicznej zamieszkany przez ludzi”,   innymi słowy każda miejscowość zamieszkana.